# 坂手洋二
坂手 洋二（さかて ようじ、1962年3月11日 - ）は、日本の劇作家。劇団「燐光群」主宰。日本演出者協会理事。岸田国士戯曲賞選考委員。

## 略歴・人物
岡山県岡山市出身。岡山県立岡山芳泉高等学校、慶應義塾大学文学部卒業。山崎哲の「転位・21」に参加の後、1983年劇団燐光群を旗揚げ、『黄色犬』でデビュー。左翼的色彩の強い前衛劇を作・演出してきたが、1987年の『カムアウト』で注目される。
坂手の作品は「社会派」と呼ばれることが多い。社会問題のほか、ラフカディオ・ハーンをモチーフにしたもの（『神々の国の首都』など）もある。『光文63年の表具師幸吉』『トーキョー裁判』『天皇と接吻』などでは昭和天皇の戦争責任を問題にした。
2006年から2016年2月まで、日本劇作家協会会長を務めた。

## 賞歴
- 1991年 『ブレスレス ゴミ袋を呼吸する夜の物語』（燐光群公演）第35回岸田國士戯曲賞[4]
- 1999年 『天皇と接吻』（燐光群公演）読売演劇大賞最優秀演出家賞[4]
- 2002年 紀伊國屋演劇賞個人賞[4]
- 2002年 『屋根裏』（燐光群公演）読売文学賞戯曲・シナリオ賞[4]
- 2002年 『CVR チャーリー・ビクター・ロミオ』『屋根裏』『最後の一人までが全体である』『阿部定と睦夫』（燐光群公演）読売演劇大賞最優秀演出家賞[4]
- 2004年 『だるまさんがころんだ』（燐光群公演）朝日舞台芸術賞受賞[4]
- 2005年 『だるまさんがころんだ』鶴屋南北戯曲賞[4]

## 刊行作品
- トーキョー裁判/危険な話offside （而立書房 1991年）
- ブレスレス/カムアウト （而立書房 1991年）
- 火の起源 （而立書房 1994年）
- 青空のある限り （而立書房 1996年）
- くじらの墓標 （而立書房 1998年）
- 天皇と接吻 （カモミール社 2001年）[5]
- 最後の一人までが全体である （れんが書房新社 2003年）
- 私たちはこうして二十世紀を越えた （新宿書房 2003年） 評論集
- だるまさんがころんだ （カモミール社 2005年）
- 坂手洋二 1 屋根裏/みみず （早川書房 2007年）
- 坂手洋二 2 海の沸点/沖縄ミルクプラントの最后/ピカドン・キジムナー （早川書房 2008年）